# مبنى CPF
مبنى CPF (بالإنجليزية: CPF Building) كان ناطحة سحاب تقع في 79 شارع روبنسون، في قلب منطقة الأعمال المركزية في سنغافورة. كان يُستخدم كمقر لمجلس صندوق الادخار المركزي (CPF)، وهو مؤسسة حكومية مسؤولة عن برامج التقاعد والادخار للمواطنين.

## التاريخ
تم الانتهاء من بناء المبنى عام 1976، وكان حينها من أطول المباني في سنغافورة بارتفاع يصل إلى 171 مترًا و46 طابقًا. مثّل رمزًا للتوسع العمراني في سنغافورة خلال السبعينيات، وكان يستخدم في المقام الأول كمكاتب حكومية وتجارية.
في عام 2015، تم بيع المبنى إلى شركة تطوير عقاري خاصة هي Ascendas-Singbridge Group، مقابل 550 مليون دولار سنغافوري. وبحلول عام 2017، تم هدم المبنى لإفساح المجال أمام مشروع تطوير جديد.

## التصميم والاستخدام
كان مبنى CPF يُعد نموذجًا تقليديًا لتصميمات ناطحات السحاب في فترة السبعينيات:
- واجهة خارجية مغطاة بالخرسانة والزجاج.
- مخطط أرضي مستطيل مخصص للمكاتب الإدارية.
- احتوى على مرافق متعددة لخدمة المراجعين والموظفين الحكوميين.

## جدول زمني للأحداث
| السنة | الحدث                                                               |
| ----- | ------------------------------------------------------------------- |
| 1976  | اكتمال بناء مبنى CPF وبدء استخدامه كمقر لمجلس صندوق الادخار المركزي |
| 2015  | بيع المبنى لشركة Ascendas-Singbridge Group                          |
| 2017  | هدم المبنى بالكامل تمهيدًا لإعادة تطوير الموقع                       |
| 2021  | إطلاق مشروع تجاري جديد في الموقع يحمل اسم **79 Robinson Road**      |

## ما بعد الهدم
بعد هدم المبنى، أُعيد تطوير الموقع ليصبح مجمعًا مكتبيًا حديثًا يُعرف اليوم باسم 79 Robinson Road، ويضم:
- مساحات مكتبية ذكية
- مرافق تجارية ومطاعم
- تصميم مستدام حاصل على تصنيفات بيئية عالمية